# Desa Pasawahan (administrativ by i Indonesien, lat -6,82, long 108,42)
Desa Pasawahan är en administrativ by i Indonesien.   Den ligger i provinsen Jawa Barat, i den västra delen av landet, 190 km öster om huvudstaden Jakarta.